# ニチフリ食品
ニチフリ食品株式会社（ニチフリしょくひん、英文名称: NICHIFURI）は、ふりかけなど乾燥食品を主力とする食品メーカー。駿河湾岸の蒲原漁港近くに本社工場を置いていることもあり、桜海老を使用した商品も製造している（現在は台湾産を使用）。ブランドステートメントは「『あったらいいな』を食卓に！」。

## 沿革
| 年度               | 出来事                                           |
| ------------------ | ------------------------------------------------ |
| 1940年（昭和15年） | 創業                                             |
| 1953年（昭和28年） | 製造会社ニチフリ食品工業株式会社設立             |
| 1960年（昭和35年） | 販売会社日本ふりかけ食品株式会社設立             |
| 1967年（昭和42年） | 東京・大阪に営業所を開設                         |
| 1976年（昭和51年） | 本社工場新築移転                                 |
| 1986年（昭和61年） | 本社を現在地に移転                               |
| 1990年（平成2年）  | CI導入、販売会社をニチフリ食品株式会社に変更     |
| 2000年（平成12年） | 品質管理体制強化のため工場を増改築               |
| 2010年（平成22年） | ふりかけネットショップ本店「でりふり」をオープン |
| 2018年（平成30年） | ニチフリ食品工業㈱蒲原工場がFSSC22000認証取得    |

## 事業所
本社・工場・静岡営業所
静岡県静岡市清水区蒲原5190-2
配送センター
静岡県静岡市清水区蒲原5370-1
東京営業所
東京都世田谷区池尻3-23-1 山本ビル
大阪営業所
大阪府大阪市淀川区宮原1-16-31 シャインライフマンション206

## 主な製品
- ふりかけ
  - 風味 - おかか、あじしお、のりたまご、ねぎわさび、ゆずこしょう、にんにく唐辛子、しそなど
  - 荷姿 - 家庭用大袋、携帯用ポーションパック、キャラクター商品、業務用製品など
- 岩海苔佃煮
- 乾燥桜海老

### キャラクター製品
- ドラえもんふりかけ （かつては永谷園から発売されていた）
- きかんしゃトーマスふりかけ
- たまごっちふりかけ
- おさるのジョージふりかけ

過去に発売された製品
- スーパー戦隊シリーズふりかけ[1]

### コラボレーション製品
- 湖池屋とのコラボによる製品
  - ポテトチップス のり塩味ふりかけ
  - カラムーチョふりかけ
  - すっぱムーチョふりかけ
  - わさムーチョふりかけ
  - ドンタコスふりキかけ
  - スコーンふりかけ
- ペヤングソースやきそば味ふりかけ（まるか食品とのコラボ製品）
- きゅうりのキューちゃん味ふりかけ（東海漬物とのコラボ製品）
- ご飯がススムふりかけ（キムチ味。ピックルスコーポレーションとのコラボ製品）
- ミルキー味ふりかけ（不二家とのコラボ製品）
- 松屋 牛めし味ふりかけ（松屋フーズとのコラボ製品）
- 創味シャンタン使用 炒飯風ふりかけ（創味食品とのコラボ製品）
- 金龍焼肉のたれ味ふりかけ（キンリューフーズとのコラボ製品）
- おにぎりせんべい味ふりかけ（マスヤとのコラボ製品）
- 岩下の新生姜味ふりかけ（岩下食品とのコラボ製品）
- マルコメ料亭の味風ふりかけ（味噌味。マルコメとのコラボ製品）
- 暴君ハバネロ味ふりかけ（東ハトとのコラボ製品）

## スポンサー番組
制作・放送されているCMは、長年スーパー戦隊シリーズふりかけシリーズのCMのみであったが、2020年度より企業CMが制作・放送されており、CMの最後にそれぞれスーパー戦隊シリーズふりかけシリーズを宣伝するバージョンとドラえもんふりかけシリーズを宣伝するバージョンの2バージョンがある。

### 現在
- ドラえもん（テレビ朝日）[2]

### 過去
- たまごっち!（テレビ東京）[3]
- 仮面ライダーシリーズ（テレビ朝日）[4]
- スーパー戦隊シリーズ（テレビ朝日）[5]